# Venera 15 y 16
Lanzadas el 2 de junio de 1983 y el 7 de junio de 1983, respectivamente, las sondas soviéticas Venera 15 y Venera 16 (parte del Programa Venera) fueron naves idénticas construidas que cartografiaron con ondas de radar la superficie de Venus. 
Las dos naves espaciales fueron insertadas en órbita con un día de por medio, con un ángulo orbital de aproximadamente 4º relativo la una de la otra. Esto hizo posible remapear un área si era necesario, dado que una sonda pasaba primero y seguidamente la otra. Juntas, las dos naves espaciales, tomaron imágenes del área desde el polo norte hasta aproximadamente 30 ° N de latitud (es decir, aproximadamente el 25% de la superficie de Venus) durante los 8 meses de operaciones de mapeo.
- Datos: Q2533156